# Faerûn
Faerûn es un continente ficticio, de gran tamaño, situado en el mundo Abeir-Toril de los Reinos Olvidados, un escenario de campaña del juego de rol Dungeons & Dragons.
Se han publicado muchos productos diferentes sobre Faerûn, detallando minuciosamente gran parte del continente hasta constituir un universo de ficción altamente desarrollado.
Entre los héroes legendarios de Faerûn podemos encontrar  a Opli, un pícaro enano que doblegaba imperios con su labia o asesinando a los que se le oponían desde las sombras.